# مجيد الأغا
مجيد الآغا أو سفيان عبد الله الآغا ( 1945–2007) هوسياسي فلسطيني، كان عضوًا في المجلس التشريعي الفلسطيني عن محافظة خان يونس وعضوًا في المجلس الوطني الفلسطيني وعضوًا في المجلس الثوري لحركة فتح. شغل منصب محافظ محافظة رفح.

## حياته
ولد في مدينة خان يونس جنوب قطاع غزة 15 أبريل 1945، وتلقى علومه المدرسية فيها، ثم أنتقل إلى القاهرة لمتابعة دراسته الجامعية لدراسة الإقتصاد والعلوم السياسية. وإبان دراسته في جامعة القاهرة تعرف إلى حركة التحرير الوطني الفلسطيني والتي أبصرت النور في العام 1965، والتحق بصفوفها الطلابية والتنظيمة. توجه بعدها للعمل الإستخباراتي المتمركز في الأغوار عام 1968، ليساهم هناك في تأسيس نواة جهاز الرصد الثوري بالأردن مع الشهيد صلاح خلف أبو اياد وهو الجهاز المنوط به رصد العدو في الضفة الغربية وفلسطين المحتلة. وكان قد تلقى تدريباته الأولى بمعهد العلوم الإستراتيجية بالقاهرة ومن بعدها في فيتنام والصين.
في نهايات العام 1970 عمل ركنا للإستخبارات العسكرية في سوريا والأردن، اولي الشهيد أبو جهاد لمجيد تشكل القوة الخاصة، ذراع النخبة المقاتلة المتكفل بالعمليات الفدائية داخل فلسطين المحتلة، والتي تمكن عناصرها من القيام باهم العمليات ضد العدو في تلك الفترة، كعملية فندق السافوي وعملية دلال المغربي. عرف مجيد الأغا كمفكرعام، يناقش أمور ثقافية وسياسية وفنية وأدبية بشكل دائم من خلال اللقاءات والندوات، رغم إنطوائيتة وبعده عن الاضواء. ومن خلال تجربته الشخصية كفلسطيني ترعرع في فلسطين ما بعد النكبة، دافع مجيد عن حق العودة الفلسطيني، وعن إنشاء دولة فلسطين كما انتقد العديد الأنظمة العربية والإسلامية.

## العمل السياسي
شارك في عدة وفود ومهمات رسمية إلى البلدان الأوربية والآسيوية والأفريقية والعربية. عمل ممثلا لحركة فتح في المملكة العربية السعوديةعمل مستشارا للرئيس عرفات للشؤون الأمنية والمعلومات، وممثلا لحركة فتح في المملكة العربية السعودية. أنتخب عضواً للمجلس الثوري في المؤتمر الخامس المنعقد بتونس في العام 1989. اُنتخب نائبا لرئيس الرقابة المالية لحركة فتح. وعمل عضوا في المجلس الأعلى للأمن القومي الفلسطيني. ومقرراً للجنة الأمنية في المجلس الثوري. ومحافظا لمحافظة رفح حتى 3/1/2006. وعضو المجلس التشريعي الحالي عن حركة فتح.

## وفاته
توفي مجيد الاغا يوم 27 أبريل 2007 وهو يبلغ من العمر 62 عاما، مخلفاً وراءه زوجتة وأولاده؛ سامر وعبد الله وأُبَي وعَديّ وفرات. شيعت جنازتة بعد صلاة العصر من المسجد الكبير بخان يونس، ليدفن في مقبرة العائلة غرب خان يونس. شارك في تشيعه وجنازتة عموم الناس والفرقاء الساسيين، والعديد من الممثلين الدبلوماسيين في فلسطين.